# 伊勢崎村
伊勢崎村（いせざきそん）は、鳥取県東伯郡にあった村。現在の東伯郡琴浦町の一部にあたる。

## 地理
加勢蛇川下流右岸の火山扇状台地の末端に位置していた。

## 歴史
- 1889年（明治22年）10月1日、町村制の施行により、八橋郡中尾村、槻下村、金屋村が合併して村制施行し、伊勢崎村が発足[1][2]。旧村名を継承した中尾、槻下、金屋の3大字を編成[2]。
- 1896年（明治29年）4月1日、郡の統合により東伯郡に所属[2]。
- 1940年（昭和15年）12月12日、東伯郡逢束村、市勢村と合併し浦安村を新設して廃止された[1][2]。合併後、浦安村大字中尾・槻下・金屋となる[2]。

## 産業
- 農業

## 教育
- 1873年（明治6年）槻下小学校開校[3]。1887年（明治20年）槻下簡易小学校に改称[3]。1893年（明治26年）伊勢崎尋常小学校に改称[2]。1936年（昭和11年）統合により廃校となり、逢束ほか2か村組合立尋常高等小学校教室となる[2]。